# Rasuwa (dystrykt)

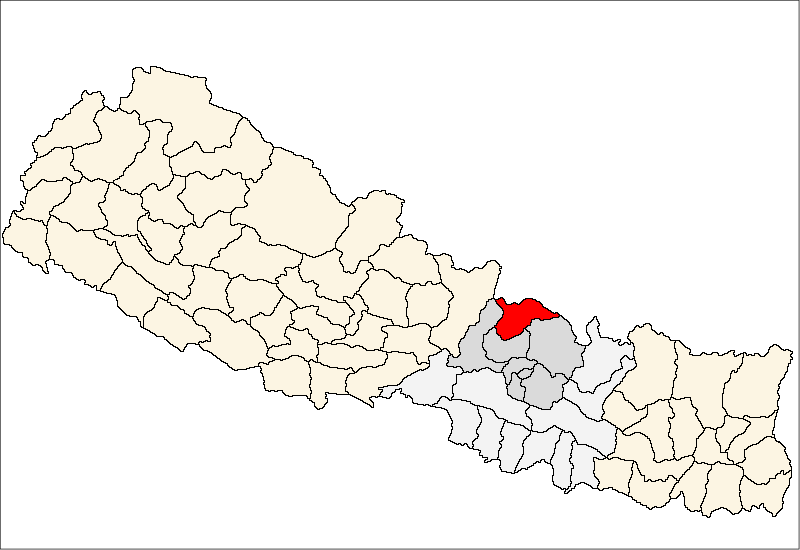
Dystrykt Rasuwa

Dystrykt Rasuwa (nep. रसुवा) – jeden z siedemdziesięciu pięciu dystryktów Nepalu. Leży w strefie Bagmati. Dystrykt ten zajmuje powierzchnię 1544 km², w 2001 r. zamieszkiwało go 44 731 ludzi. Stolicą jest Dhunche.